# Station Drancy
Drancy is een station gelegen in de Franse gemeente Drancy en departement van Seine-Saint-Denis

## Het station
Langs Drancy rijdt RER B en voor Passe Navigo gebruikers ligt het station in zone 3.

## Vorig en volgend station
| Richting                                | Vorig station | Lijn  | Volgend station   | Richting                                             |
| --------------------------------------- | ------------- | ----- | ----------------- | ---------------------------------------------------- |
| Robinson B2 Saint-Rémy-lès-Chevreuse B4 | Le Bourget    | RER B | Le Blanc - Mesnil | Aéroport Charles de Gaulle 2 TGV B3 Mitry - Claye B5 |